# برقولنغ العليا (سبيدار)
برقولنغ العلیا (بالفارسية: برقولنگ علیا) هي قرية تقع في إيران في قسم سبیدار الريفي.